# Jacques Martin (disegnatore)
Jacques Martin (Strasburgo, 25 settembre 1921 – Orbe, 21 gennaio 2010) è stato un disegnatore e fumettista francese.

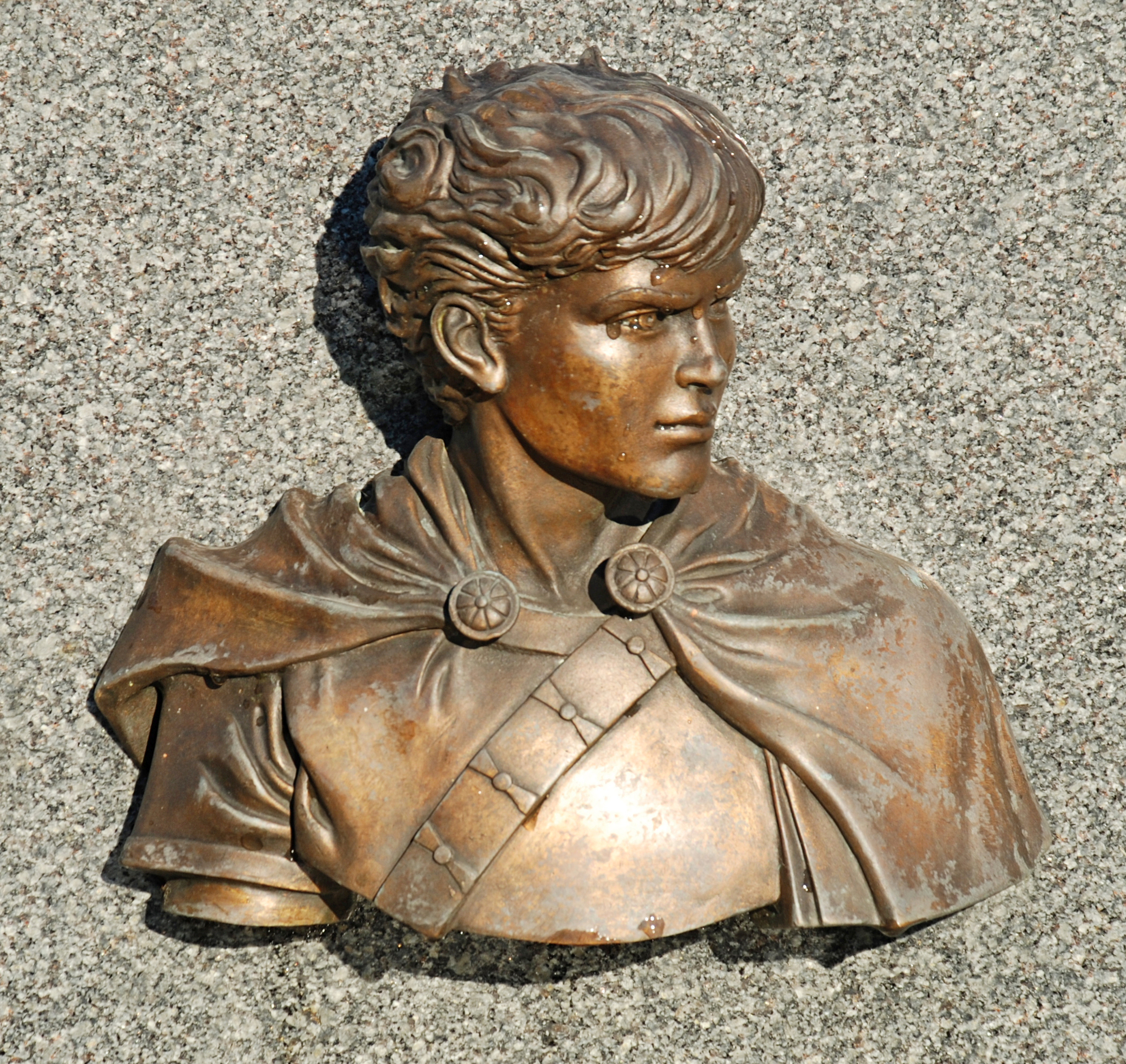
Busto di Alix sulla tomba di Jacques Martin a Céroux (Ottignies-Louvain-la-Neuve, Belgio).

Collaborò con Le Journal de Tintin e creò le serie di Alix e Lefranc, diffuse soprattutto in Francia e Belgio.

## Biografia
Dopo alcuni studi in ingegneria si dedicò dal 1942 al fumetto. Nel 1946, dopo la fine della seconda guerra mondiale, si recò in Belgio per trovare un editore dei suoi lavori e incontrò Georges Remi (più famoso con lo pseudonimo di Hergé), con il quale collaborò nella serie Le avventure di Tintin e dal quale prese il tratto pulito per la realizzazione dei fumetti.
Nel 1948, creò Alix, il suo personaggio più famoso, dapprima pubblicato nel fumetto Tintin, le cui avventure si svolgevano nel periodo della Roma cesariana. Il fumetto si fece subito notare per l'accuratezza delle ricostruzioni architettoniche e storiche, a cui seguirono altri periodi con diversi personaggi.
La storia Lo spettro di Cartagine vinse il premio del festival internazionale del fumetto di Angoulême nel 1978
Altri personaggi creati da Martin furono il giornalista Lefranc nel 1952, a cui seguirono l'architetto medievale Jhen nel 1978, l'ateniese Orion, l'egiziano Keos, Arno e Loïs. 
Nel 1998 lasciò realizzare i disegni dal collaboratore Rafael Morales.
Muore di edema polmonare nella clinica di Orbe all'età di 88 anni, il 21 gennaio 2010

## Premi
- 1978 - Premio Alfred a Angoulême per la serie Alix;
- 1979 - Premio Saint-Michel a Bruxelles per le serie Alix, Lefranc e Jhen;
- 1989 - BD d'Or a Grenoble per Il cavallo di Troia;
- 2003 - Grand Prix Premio Saint-Michel;
- 2005 - Commendatore dell'ordine delle Arti e delle Lettere;
- 2008 - Crayon d'or al 22º festival del fumetto di Middelkerke.